# Arjan de Zeeuw
Adrianus Johannes de Zeeuw, detto Arjan (Castricum, 16 aprile 1970), è un ex calciatore olandese, di ruolo difensore.

## Palmarès

### Club

#### Competizioni nazionali
- Campionato inglese di seconda divisione: 1

Portsmouth: 2002-2003

### Individuale
- Squadra dell'anno della PFA: 2

2000-2001 (Division Two), 2001-2002 (Division Two)